# Война за независимость Румынии (1877—1878)
Румынская война за независимость — название, используемое в румынской историографии о событиях, происходивших на территории Румынии во время русско-турецкой войны 1877—1878, после чего Румыния, воевавшая на стороне русских, получила независимость от Османской империи.
16 апреля (4 апреля по старому стилю) 1877 года Румыния и Российская империя подписали договор в Бухаресте, по которому русским войскам разрешено проходить через территории Румынии, с условием, что Россия не оспаривает целостность Румынии. Мобилизация началась, и около 120 000 солдат были сосредоточены на юге страны для защиты от возможного нападения сил Османской империи с юга от Дуная. 24 апреля (12 апреля по старому стилю) 1877 года Россия объявила войну Османской империи, и её войска вошли в Румынию через недавно построенный Эйфелев мост в Унгенах.

## Политический контекст
В начале правления князя Кароля I Румыния была относительно небольшим государством (площадь — 121 000 кв. км, население — около 5 миллионов человек). 
Во время царствования Александру Иоан Куза, румынское государство провело экономическую, социальную и политическую модернизацию. Эти преобразования способствовали укреплению государства.

## Провозглашение независимости
21 (9) мая 1877 года в румынском парламенте премьер-министр Михаил Когэлничану зачитал акт о Независимости Румынии по воле народа. На следующий день акт подписал князь Кароль I. Румынское правительство незамедлительно перестало выплачивать дань Османской империи (914,000 лей), сумма которой отошла Военному министерству.

## Ход войны
См. также: Мачинское сражение (1877) на море.
Действия российской армии начались в июне, когда русские войска переправились через Дунай в Добруджу. Переправа через реку частично осуществлялась под защитой румынской флотилии («Румыния», «Штефан чел Маре», «Фульгерул» и «Рындуница»). Через несколько дней русские приступили к форсированию реки основной группой, которая была сосредоточена в районе Рошиорий-де-Веде — Александрия — Зимнича — Турну-Мэгуреле. Румынская армия обеспечила русским переправу через Дунай, бомбардируя османские позиции с 14 по 16 июня. Также для обеспечения русской армии румыны организовали наблюдательные посты в месте впадения Олта в Дунай. Чтобы облегчить передвижение русских войск и предотвратить османские манёвры, румынские батареи из Калафата, Корабии, Беше осуществляли интенсивные бомбардировки турецких путей сообщения. Русские в полной мере воспользовались поддержкой румынской артиллерии и после энергичной атаки 4 июля захватили крепость Никопол.
Румынский штаб решил 11 июля ответить на требования русских и способствовать сосредоточению царских войск у Плевны, отправив в Никопол пехотную и еще одну кавалерийскую бригады. 16 июля первые румынские части переправились через Дунай, и контроль над городом Никопол полностью перешел в руки румын.
После крупных военных потерь после боёв с войсками Осман-паши великий князь Николай Николаевич предложил Каролю I объединить румынские и российские войска. Кароль I принял предложение стать главнокомандующим объединённых русско-румынских войск. Вечером 19 июля новые румынские части форсировали Дунай, и артиллерия на левом берегу реки усилила обстрел. Кроме того, 23 июля румынская армия была реорганизована для выполнения новых задач. Так, была создана Оперативная армия под командованием генерала Александру Черната (43 414 солдат, 7 170 лошадей, 110 пушек). Для защиты дунайской границы был создан Наблюдательный корпус (11 380 солдат, 1350 лошадей, 74 орудия) и мобилизованы ополчения Олтении.
К 25 августа к Западной армии присоединились три румынские дивизии. В этот день военный совет союзников принял решение начать третий штурм Плевны, где закрепились войска Осман-паши, 30 августа 1877 года. В конце первого дня третьего штурма Плевны единственным достижением стало занятие румынами редута Гривица. Было решено прекратить любые прямые атаки, а вместо этого усилить окружение османских укреплений и предотвратить снабжение осажденных. Россия также должна была ввести в этот район свежие войска. После двух дней боев укрепления Оряхово были взяты, причем эта победа достигнута исключительно при участии румынских военных.
28 ноября 1877 года турки капитулировали, Осман-паша передал город, свой гарнизон и саблю румынскому полковнику Михаилу Черкезу, а на следующий день капитулировал перед русским генералом И. С. Ганецким. После взятия Плевны румынские войска вернулись за Дунай и выиграли в сражениях при Видине и Смардане.
Чтобы быстро и решительно воспользоваться победой под Плевной, было решено, что румынская армия двинется в район Видина, чтобы разгромить османские войска в северо-западной Болгарии, угрожавшие правому флангу русских. Движение румынских войск к Видину совершалось в очень тяжелых условиях, при морозе до -25 градусов, по плохим дорогам и под непрерывными атаками османской конницы. В течение 12-14 января большинство укрепленных сел вокруг Видина были атакованы и захвачены. В поддержку атаки сухопутных войск на правом берегу Дуная вмешались артиллерийские части из Калафата и Чуперчень. Захватив пояс внешних укреплений, румынская армия приготовилась к последнему штурму Видина. Румынская артиллерия беспрестанно обстреливала османские позиции до 22 января, когда было объявлено о заключении русско-турецкого перемирия. 12 февраля 1878 года румынские войска вошли в Видин, а на следующий день в крепость Белоградчик.
19 января 1878 года Османская империя запросила мир, принятый Россией и Румынией (19 января 1878 года). Победа далась Румынии ценой в 19 тысяч человек. 13 июля 1878 года независимость Румынии от Порты была признана великими державами.

## Последствия
Мирное соглашение между Россией и Османской империей было подписано 3 марта 1878 года в Сан-Стефано. Оно провозглашало создание Болгарского княжества, независимость Сербии, Черногории и Румынии. Договор, однако, не признали Великие державы, отчего была созвана Берлинская конференция. По Берлинскому трактату Румыния получила полную независимость, Северную Добруджу, порт Констанца и Змеиный остров. России отошла Бессарабия, которую Румыния получила после Крымской войны. Князю Каролю I не понравилось такое отчуждение земли, но его переубедил Бисмарк пойти на компромисс, чтобы получить впоследствии экономические выгоды от выхода к Чёрному морю.